# Heraldo Gonçalves da Silva
Heraldo Gonçalves da Silva (Dourados, 12 de julho de 1958) é um ex-futebolista e técnico brasileiro. Atuava como zagueiro e foi o capitão na conquista do Campeonato Brasileiro de 1985 pelo Coritiba Foot Ball Club.

## Carreira
Nasceu em Dourados, mas cresceu em Campo Grande e dessa maneira, iniciou sua carreira nos times de base e no profissional do Operário Futebol Clube, onde foi campeão mato-grossense de 1977. Em 1977, vestiu a camisa da Seleção Brasileira de Futebol Sub-20.
Jogou por quase duas dezenas de clubes, entre eles: Fluminense Football Club, Sociedade Esportiva Palmeiras, Cruzeiro Esporte Clube, onde foi vice-campeão mineiro, Coritiba Foot Ball Club, onde foi campeão brasileiro, Santa Cruz Futebol Clube, Atlético Paranaense, America Football Club e Sport Club do Recife, onde foi vice-campeão pernambucano. Em 1982 foi citado no escândalo da Máfia da Loteria Esportiva.
Retornou ao Operário F.C. para encerrar a carreira como jogador e logo em seguida, iniciou a atividade de técnico de times de base e como auxiliar técnico. Seu primeiro clube como técnico foi o Pato Branco Esporte Clube. Em 2010, ajudou a criar o Sindicato para Técnicos de Futebol do Paraná.

## Títulos
Operário Futebol Clube
- Campeonato Mato-Grossense de Futebol: 1977

Coritiba
- Campeonato Brasileiro de Futebol: 1985